# Fontaines-les-Sèches
Fontaines-les-Sèches – miejscowość i gmina we Francji, w regionie Burgundia-Franche-Comté, w departamencie Côte-d’Or.
Według danych na rok 1990 gminę zamieszkiwało 47 osób, a gęstość zaludnienia wynosiła 3 osoby/km² (wśród 2044 gmin Burgundii Fontaines-les-Sèches plasuje się na 863. miejscu pod względem liczby ludności, natomiast pod względem powierzchni na miejscu 614.).